# 4X
4X (okrajšava za Explore, Expand, Exploit, Exterminate ali XXXX) je podzvrst strateških videoiger in v določeni meri tudi iger na deski, ki se osredotoča na gradnjo imperija s prepletom gospodarskega in tehnološkega razvoja, kot tudi vojaških in diplomatskih poti do prevlade. Izraz je leta 1993 skoval pisec Alan Emrich za oceno igre Master of Orion v reviji Computer Gaming World, kot besedno igro na oznako XXX za pornografijo. Skovanka se je kmalu uveljavila v industriji videoiger in je zdaj splošno znana kot oznaka za to podzvrst.
Štirje X-i ponazarjajo štiri koncepte, na katerih temelji mehanika igranja:
- Explore (»raziskuj«) – igralci s pošiljanjem izvidniških enot odkrivajo igralno ozemlje
- Expand (»širi se«) – igralci zavzemajo ozemlja z gradnjo naselij ali s širjenjem vpliva obstoječih.
- Exploit (»izkoristi«) – igralci zbirajo in uporabljajo vire na ozemljih pod njihovim nadzorom, s tehnološkim razvojem pa tudi izboljšujejo učinkovitost.
- Exterminate (»iztrebi«) – igralci napadajo in uničujejo rivalne igralce. To je edini način za širjenje ozemlja, če je že vse ozemlje pod nadzorom kakega igralca.

Igre so lahko bodisi potezne, bodisi realnočasovne; od drugih strateških iger se razlikujejo zlasti po kompleksnosti, podrobnostih in obsežnosti. To vključuje nadrobno simuliranje diplomacije, ki jo pri ostalih strateških igrah nadomešča vojskovanje, in ekonomije, ki je drugje močno poenostavljena. Zaradi kompleksnosti in obsega trajajo igre mnogo dlje.
Med najbolj znanimi predstavniki je serija Civilization, ki jo je ustvaril Sid Meier. Že pred Master of Orion je bil koncept uporabljen v igrah, kot sta Wargames Stellar Conquest (1974) in Outreach (1976), avtorji zgodnjih tovrstnih iger pa so se močno zgledovali po tovrstnih strateških igrah na deski. Večina je znanstvenofantastičnih.
Nekatere zgodnje strateške videoigre, kot sta Andromeda Conquest (1982) in Cosmic Balance II (1983), so vključevale tisto, kar so kasneje postali elementi iger 4X, vendar je bila prva znana komercialno izdana video igra 4X Reach for the Stars (1983).:383–386 Zaradi osredotočenosti žanra na nadzorne sheme z miško in tipkovnico je večina iger 4X na voljo na osebnih računalnikih (PC), vendar obstajajo primeri na drugih platformah. Nekatere igre 4X vključujejo elemente strategije v realnem času, vendar so igre 4X običajno počasne.:383–386